# Рильков Дмитро Броніславович
Дмитро Броніславович Рильков (народився 5 листопада 1990 у м. Орша, СРСР) — білоруський хокеїст, воротар. 

## Клубна кар'єра
Рильков є вихованцем могильовської хокейної школи «ОЦОР». В сезоні 2006—07 дебютував за «Хімволокно-2» у Вищій лізі чемпіонату Білорусі. В першому сезоні провів 2 матчів і пропускав середньому за матч 10.00 шайб. В сезоні 2007—08 провів 7 матчів у Вищій лізі. Того ж сезону дебютував за «Хімволокно» в Білоруській Екстралізі, зігравши 1 матч за першу команду. Наступного сезону 2008—09 провів 28 матчів регулярного чемпіонату. В регулярному сезоні 2009—10 Рильков зіграв один матч. Виступав також за «Металург» (Жлобин).

## Статистика
| 2006—07     | Хімволокно-2        | БВЛ         | 2  | 0 | 0 | 0 | 0 | — | — | — | — | — |
| 2007—08     | Хімволокно-2        | БВЛ         | 7  | 0 | 0 | 0 | 0 | — | — | — | — | — |
| 2007—08     | Хімволокно Могильов | БЕ          | 1  | 0 | 0 | 0 | 0 | — | — | — | — | — |
| 2008—09     | Хімволокно Могильов | БЕ          | 28 | 0 | 0 | 0 | 4 | — | — | — | — | — |
| 2009—10     | Хімволокно Могильов | БЕ          | 1  | 0 | 0 | 0 | 4 | — | — | — | — | — |
| Всього в БЕ | Всього в БЕ         | Всього в БЕ | 30 | 0 | 0 | 0 | 4 | — | — | — | — | — |